# Església de Sant Martí de Centelles
L'Església de Sant Martí de Centelles és una obra de Sant Martí de Centelles (Osona) protegida com a Bé Cultural d'Interès Local.

## Descripció
El conjunt parroquial de l'església de Sant Martí de Centelles està integrat per l'església de Sant Martí (barroca del segle xvii, amb vestigis de l'església romànica documentada a partir de l'any 1031), la rectoria (segle xviii), el clos cementirial (segle xix) i la cripta neogòtica dels comtes de Centelles (segle xix), així com una escala monumental d'accés construïda en el mateix moment.